# Paulo Aquarone
Paulo de Tarso Aquarone (São Paulo, 27 de agosto de 1956) es un poeta brasileño multimedia. Produce poesía desde los 12 años. Paulo es licenciado en historia, y ha publicado 11 libros. Produce poemas visuales en acetato, y poemas interactivos en objetos de acrílico y otros materiales. El artista ha realizado varias exposiciones individuales en Brasil, y fue en Portugal durante las celebraciones de los 500 años de la llegada de los portugueses a Brasil, e incluso en Festival Internacional de Literatura en Paraty. Es reconocido como uno de los artistas que tienen éxito en Portugal.

## Trabajo
- “Poemas Soltos de Mim” (1993),
- “Poemas que Eu Fiz” (1994),
- “Poemas que Vagam” (1994),
- “Poemas de Outono” (1994),
- “Poemas que Eu Conto” (1995),
- “Poemas de Novo” (1995)[5]
- “Poemas das Cores” (1996),
- “Poemas sobre Papel” (1996),
- “Poemas no Livro são letras de Símbolo” (1998)),[6]
- “Som das Letras” (1999),
- “Poemas e Ilustrações Gráficas” (2000).

Edición del libro "Poemas escolhidos", papel hecho a mano impreso en la tipografía (30 copias).

## Comentarios[7]
- Paulo Bomfim (poeta),
- João Scortecci (escritor y editor),
- Raphael Gálvez (pintor y escultor),
- Adélia Prado (poeta),
- Judith Lauand (artista),
- Antônio Maluf (artista),
- Augusto de Campos (poeta),
- Ferreira Gullar (poeta),

## Exposiciones
- 1996 - Exposición individual en la Biblioteca «Sérgio Milliet» Centro Cultural São Paulo, 1-29 de febrero.
- 1997/1998 - Exposiciones individuales, los viajes, el Museo Histórico de la Secretaría de Estado de Cultura de Sao Paulo - Guaratinguetá, Río Claro, La Viña, Itapecerica da Serra.
- 1997 - El paso subterráneo de la Consolación, Sao Paulo - SP.
- 1998 - En el vestíbulo de la Secretaría de Cultura de Sao Paulo
- 1999 - Exposición colectiva en la Galería de Jo Slavieiro, junto con artistas de los años 50 (años 50 y su participación): Alberto Teixeira, Wladyslaw Anatol, Maluf Antônio, Geraldo de Barros, John Graz, Judith Lauand Lothar Charoux, Samson Flexor, Wega Nery y otros.
- 2000 - Exposición individual en la Galería de la Biblioteca Nacional de Lisboa - Portugal (28 de septiembre a 10 de noviembre), que conmemora el 500 aniversario del descubrimiento de Brasil y patrocinado por la Comisión Nacional para las Conmemoraciones de los descubrimientos portugueses, el Ministerio de Cultura Portugal. Los 40 trabajos (poemas y gráficos) fueron donados a la Colección de la Biblioteca Nacional, y 30 ejemplares del libro 11, "Poemas e ilustraciones gráficas."
- 2001 - Exposición individual en el vestíbulo de la CEF - Centro - SP.
- 2002 - Complejo Exposición Individual en julio Prestes por el Ministerio de Estado de Cultura (julio-agosto).
- 2003 - Exposición individual en la PRODAM Cultural (desde 13 de febrero hasta 13 de marzo).
- 2003 - Exposición individual en la Biblioteca Municipal de Andrade (1-20 de diciembre).
- 2004 - Exposición individual en el Festival Int. Paraty literaria (7-11 de julio).[8]
- 2005 - Exposición individual en la Casa das Rosas-Espacio Haroldo de Campos, Sao Paulo - SP del 28 de enero al 18 de marzo.[9]
- 2005 - Exposición individual en el Salón-Banespa Santander Centro Cultural São Paulo - SP 30 mayo-30 junio.
- 2006 - Exposición individual en la Biblioteca Pública de Alceu Amoroso Lima, Sao Paulo - SP de 7 de febrero a 4 de marzo.
- 2006 - Exposición individual en la Cultural Pública Lapa Tendal, Sao Paulo - SP del 8 de mayo al 8 de junio.
- 2006 - Muestra de Tecnología de conferencias Conexiones - Sergio Motta de Arte y Tecnología en el vestíbulo del Senac Escipión Lapa, Sao Paulo - SP el 26 de mayo. Obs.Poemas visuales interactivas equipo.
- 2006 - Exposición Individual en la Oficina de Arte y Gobbi Lordello, Sao Paulo - SP, 3 de octubre a 14 de noviembre.
- 2007 - Exposición individual en la Biblioteca Pública del Estado de Río de Janeiro, Río de Janeiro - RJ 2 de abril-3 de mayo.
- 2007/2010 - Exposición en los medios digitales (transporte y paneles electrónicos), por TVO Mixer, Brasil 30 de noviembre al 30 de noviembre.
- 2008/2009 - Exposición individual en el Centro Cultural Oduvaldo Vianna Filho - Castelinho do Flamengo, de Río de Janeiro - RJ de 3 de diciembre de 2008 al 9 de febrero de 2009.[10]
- 2010 - Exposición individual en la Biblioteca Pública del Estado de Santa Catarina - Florianópolis - SC 20 de mayo-25 de junio.[11]

- 2010 - Exposición colectiva ARCHIVO (Festival Internacional de Lenguaje Electrónico) en el edificio de la FIESP - São Paulo - SP, 27 de julio hasta 29 de agosto (proyecto de artista participante AlphaAlpha organizado por Pinto Regina).
- 2011 - Exposición individual en la Biblioteca de Sao Paulo - SP de 1 al 31 de marzo.[12]
- 2012 - Exposición Video-poema proyectado en bajo Center Festival - São Paulo - SP de 23 marzo-1 abril
- 2012 - Exposición individual en lo Theatro XVIII en Pelourinho - Salvador - BA en julio.[13]

Obras en colecciones públicas y privadas en Brasil y en el extranjero.

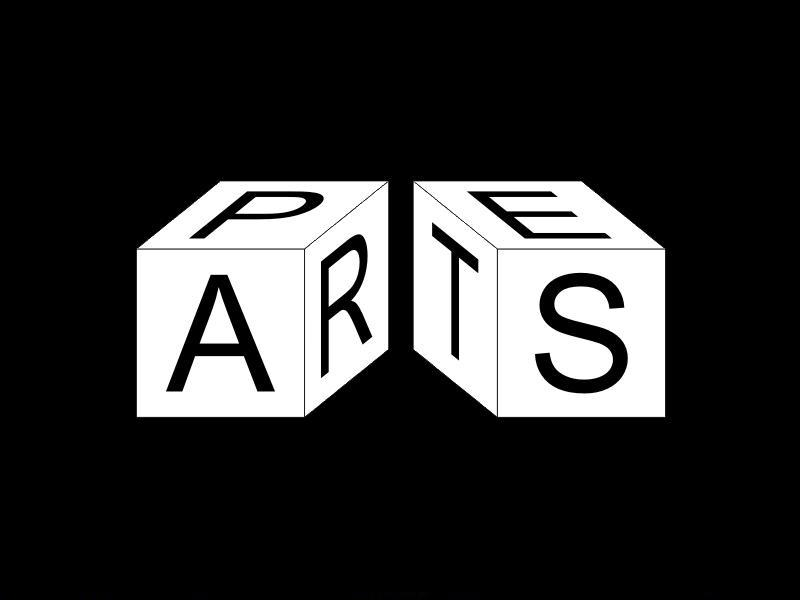
Poema Objeto Visual
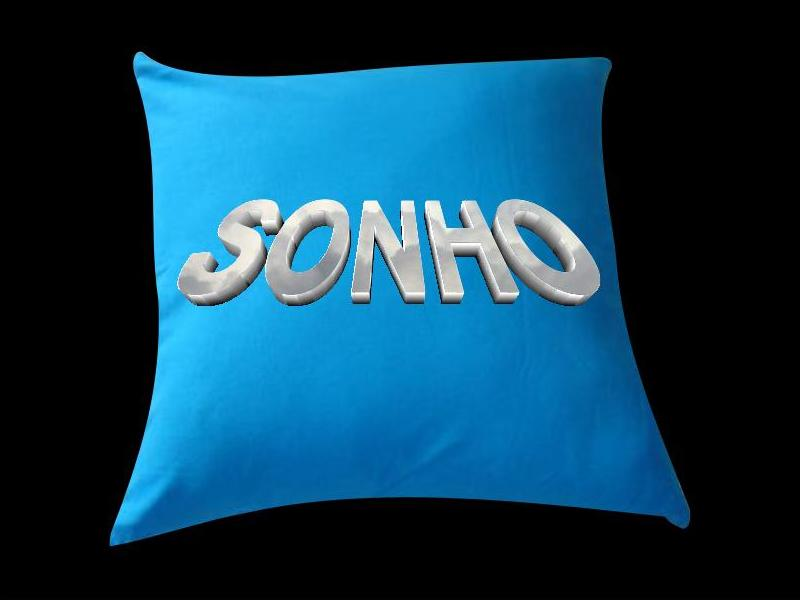
Poema Objeto Visual
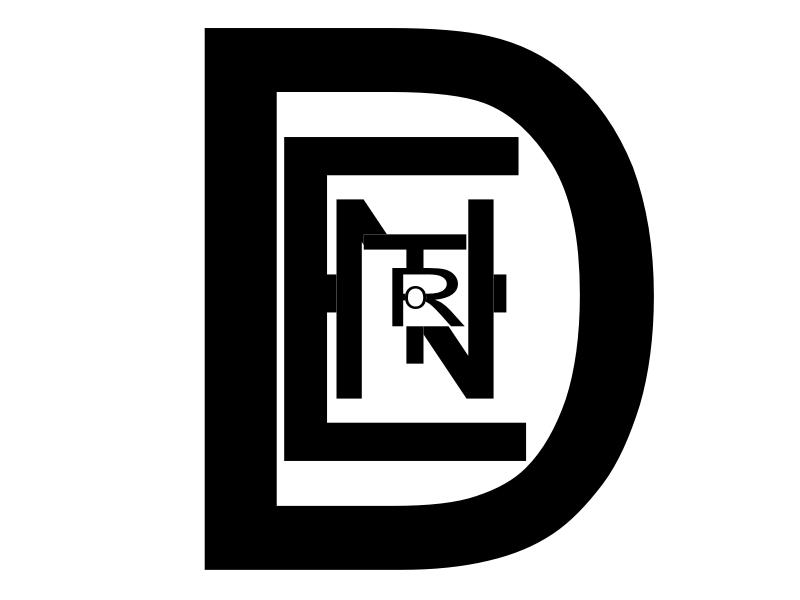
Poema Visual
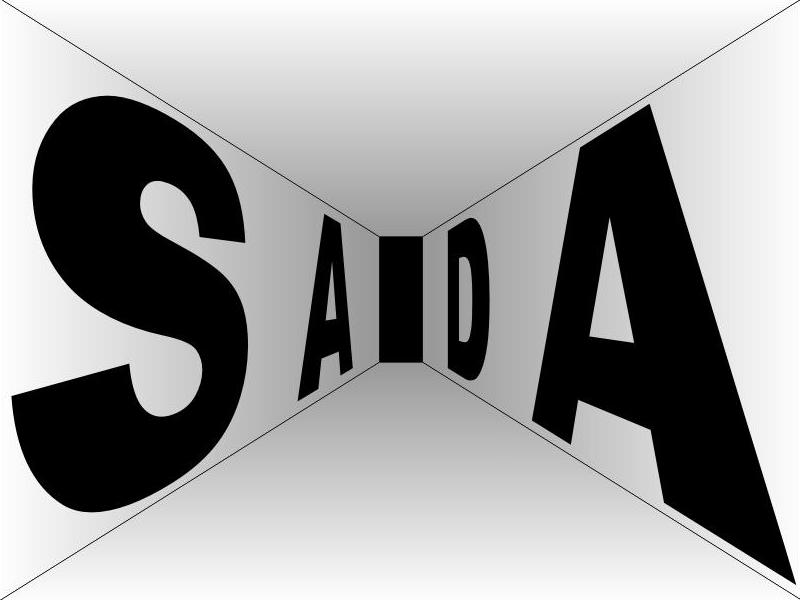
Poema de instalación
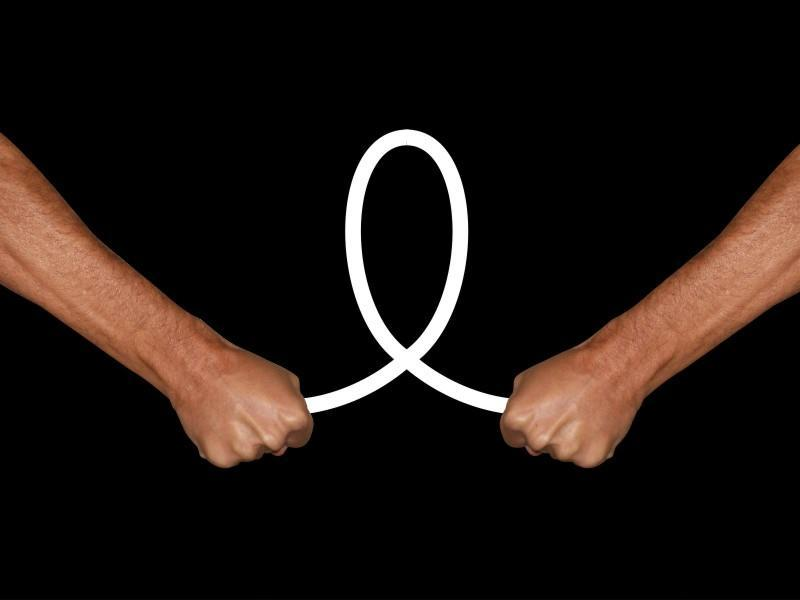
Poema Visual
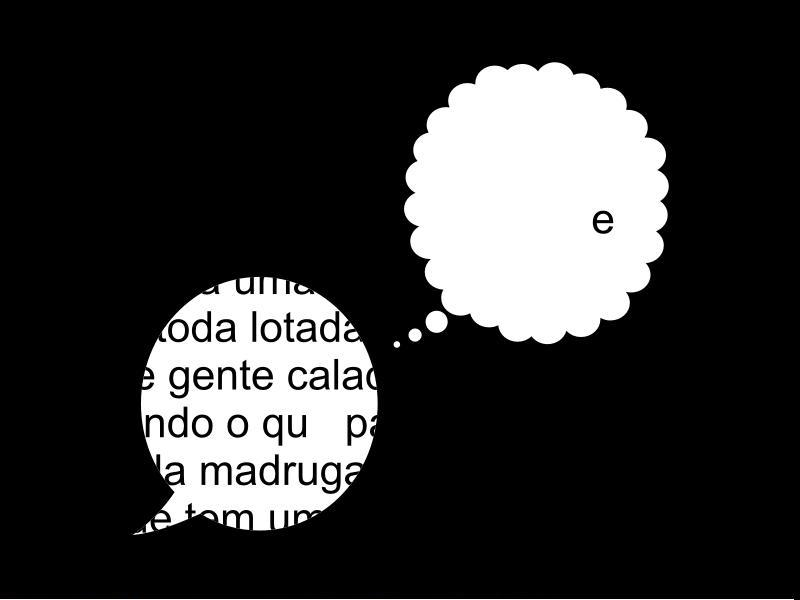
Poema Visual
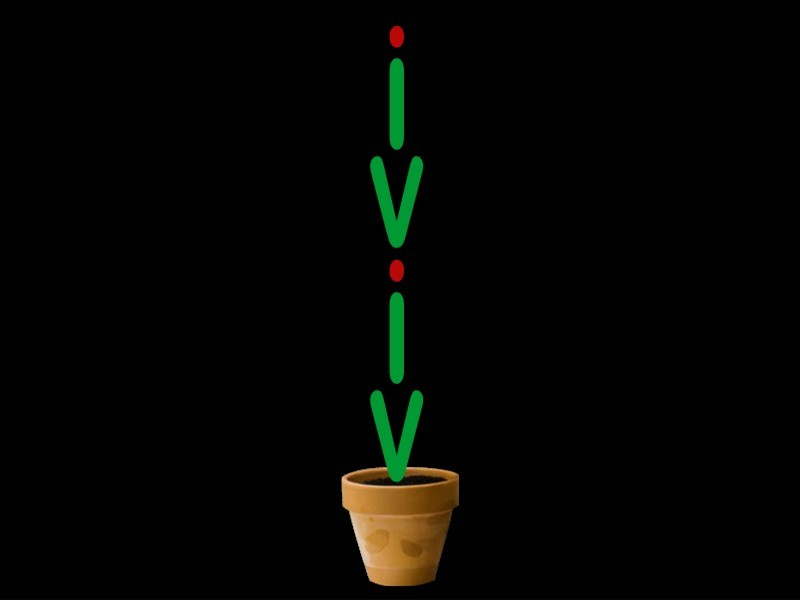
Poema Objeto
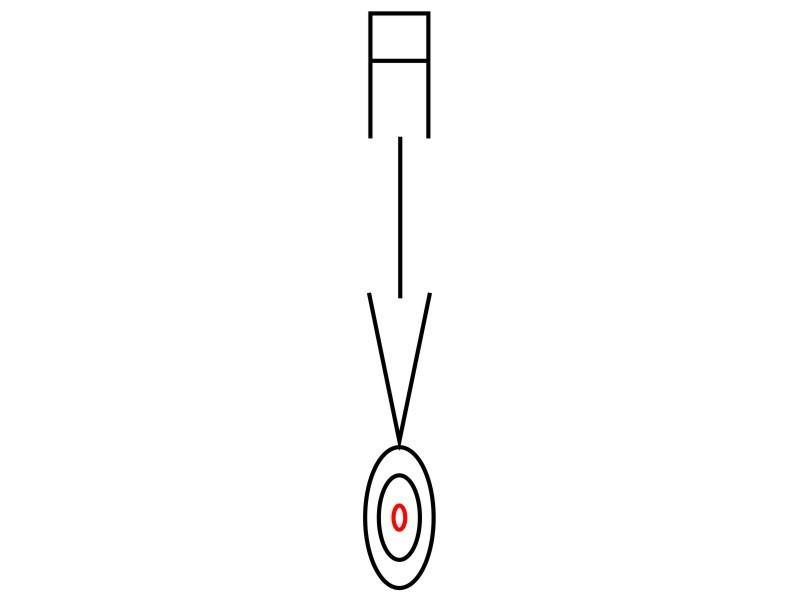
Poema Objeto Visual